# Krajská soutěž – Brno 1951
Krajská soutěž – Brno 1951 byla jednou ze 20 skupin 2. nejvyšší fotbalové soutěže v Československu (v následujícím ročníku bylo 21 skupin – historické maximum). O titul přeborníka Brněnského kraje soutěžilo 10 týmů každý s každým dvoukolově na jaře a na podzim 1951. Tento ročník začal v neděli 18. března 1951 a skončil v neděli 9. prosince téhož roku zápasem MEZ Židenice – Zbrojovka Brno I 1:1 (poločas 1:0). Jednalo se o 3. z 11 ročníků soutěže (1949–1959/60).
Soutěže se účastnilo mj. mužstvo ZSJ MEZ Židenice, které jako semifinalista odborářského poháru postoupilo do Mistrovství československé republiky 1952 (I. liga).
V jednom ze zápasů úvodního kola prohrála Textilia Komárov na domácím hřišti se Sokolem Lanžhot 0:3.

## Nové týmy v sezoně 1951
- Z Celostátního čs. mistrovství II 1950 (II. liga) přešla mužstva ZSJ GZ Královo Pole a ZSJ Zbrojovka Brno I.
- Z Oblastní soutěže 1950 – skupiny C (III. liga) přešla mužstva ZSJ MEZ Židenice, ZSJ TOS Kuřim a ZSJ Škoda Brno (1950 jako ZSJ Mosilana Žabovřesky).

## Konečná tabulka
| Poř. | Tým                      | Z  | V  | R | P  | VG | OG | B  |
| ---- | ------------------------ | -- | -- | - | -- | -- | -- | -- |
| 1.   | ZSJ GZ Královo Pole (S)  | 18 | 15 | 1 | 2  | 72 | 21 | 31 |
| 2.   | ZSJ Škoda Brno (S)       | 18 | 12 | 2 | 4  | 53 | 38 | 26 |
| 3.   | JTO Sokol Lanžhot        | 18 | 10 | 4 | 4  | 62 | 42 | 24 |
| 4.   | ZSJ MEZ Židenice (S)     | 18 | 10 | 3 | 5  | 42 | 25 | 23 |
| 5.   | ZSJ Zbrojovka Brno I (S) | 18 | 10 | 3 | 5  | 48 | 33 | 23 |
| 6.   | ZSJ TOS Kuřim (S)        | 18 | 8  | 2 | 8  | 42 | 51 | 18 |
| 7.   | JTO Sokol ÚNV Brno III   | 18 | 4  | 4 | 10 | 30 | 51 | 12 |
| 8.   | ZSJ Pivovar Znojmo       | 18 | 4  | 3 | 11 | 39 | 57 | 11 |
| 9.   | ZSJ Textilia Komárov     | 18 | 3  | 3 | 12 | 27 | 55 | 9  |
| 10.  | ZSJ ČSSZ Husovice        | 18 | 1  | 1 | 16 | 29 | 71 | 3  |

Poznámky:
- Z = Odehrané zápasy; V = Vítězství; R = Remízy; P = Prohry; VG = Vstřelené góly; OG = Obdržené góly; B = Body; (S) = Mužstvo přešedší z vyšší soutěže v ročníku 1950

|  | Postup do Mistrovství československé republiky 1952 |
|  | Sestup do příslušného okresního přeboru 1952        |